# Ludia glaucocarpa
Ludia glaucocarpa är en videväxtart som beskrevs av René Paul Raymond Capuron och Sleum.. Ludia glaucocarpa ingår i släktet Ludia och familjen videväxter. Inga underarter finns listade i Catalogue of Life.